# Guerino Vanoli Basket
Le Guerino Vanoli Basket, également connu pour raisons de parrainage avec le nom de Vanoli Cremona, est un club italien de basket-ball, situé a Crémone évoluant en Serie A. De 1999 à 2011, la société avait le nom de Gruppo Triboldi Basket.

## Historique
Le club est retrogradé en Serie A2, la deuxième division, à l'issue de la saison 2021-2022.

### Noms sponsorisés
- 1999-2003 : Tamoil Soresina
- 2003-2009 : Vanoli Soresina
- 2009-2010 : Vanoli Cremona
- 2010-2012 : Vanoli-Braga Cremona
- 2012- : Vanoli Cremona

## Résultats sportifs

### Palmarès
| Compétitions nationales | Compétitions internationales |
| - Championnat d'Italie de D2 : - Vainqueur (1) : 2006, 2023. - Championnat d'Italie de D3 : - Vainqueur (1) : 2009. - Finaliste (1) : 2003. - Championnat d'Italie de D4 : - Vainqueur (1) : 2001. - Coupe d'Italie : - Vainqueur (1) : 2019. - Coupe d'Italie de la LNP : - Vainqueur (1) : 2023. - Supercoupe de la LNP : - Vainqueur (1) : 2022. | - Néant                      |

## Joueurs et personnalités du club

### Présidents
Le tableau suivant présente la liste des présidents du club depuis 1999.
| Rang | Nom              | Période   |
| ---- | ---------------- | --------- |
| 1    | Secondo Triboldi | 1999-2011 |
| 2    | Aldo Vanoli      | 2011-     |

### Entraîneurs
Le tableau suivant présente la liste des entraîneurs du club depuis 1999.
| Rang | Nom                 | Période   |
| ---- | ------------------- | --------- |
| 1    | Simone Lottici (it) | 1999-2004 |
| 2    | Andrea Trinchieri   | 2004-2007 |
| 3    | Stefano Cioppi (it) | 2007-2010 |

| Rang | Nom               | Période   |
| ---- | ----------------- | --------- |
| 4    | Attilio Caja (en) | 2010      |
| 5    | Tomo Mahorič (it) | 2010-2011 |
| 6    | Attilio Caja (en) | 2011-2012 |

| Rang | Nom                  | Période   |
| ---- | -------------------- | --------- |
| 7    | Luigi Gresta (it)    | 2012-2013 |
| 8    | Cesare Pancotto (en) | 2013-2016 |
| 9    | Paolo Lepore (it)    | 2016-2017 |

| Rang | Nom                 | Période      |
| ---- | ------------------- | ------------ |
| 10   | Romeo Sacchetti     | 2017-2020    |
| 11   | Paolo Galbiati (it) | 2020-2022    |
| 12   | Demis Cavina (it)   | depuis 2022. |